# Palaeoptera
Naziv Palaeoptera (od grčkog παλαιός (palaiós 'star') + πτερόν (pterón 'krilo')) tradicionalno se primenjuje na one grupe predaka krilatih insekata (većina njih je izumrla) kojima je nedostajala mogućnost da preklope krila preko stomaka, što karakteriše Neoptera. Diaphanopterodea, koji su insekti paleoptera, su nezavisno i jedinstveno razvili drugačiji mehanizam savijanja krila. Vodenim cvetovima i vilinim konjicima nedostaju centari mirisa prisutni u mozgu Neoptera.

## Literatura
- Maddison, David R. (2002): Tree of Life Web Project – Pterygota. Winged insects Архивирано на веб-сајту  (10. јун 2017). Version of 2002-JAN-01. Retrieved 2008-DEC-15.
- Trueman, John W.H. [2008]: Tree of Life Web Project – Pterygote Higher Relationships Архивирано на веб-сајту  (15. јул 2017). Retrieved 2008-DEC-15.
- Trueman, John W.H. & Rowe, Richard J. (2008): Tree of Life Web Project – Odonata. Dragonflies and damselflies Архивирано на веб-сајту  (30. новембар 2019). Version of 2008-MAR-20. Retrieved 2008-DEC-15.